# Мирзабеков, Мирзабек Кадырович
Мирзабек Кадырович Мирзабеков (3 сентября 1950, Келе, Касумкентский район, Дагестанская АССР, РСФСР, СССР — 29 апреля 2020) — советский и российский дагестанский актёр, режиссёр, сценарист, переводчик, драматург, заслуженный деятель искусств Дагестана (1996), народный артист Дагестана (2007). Видный представитель лезгинской культуры.

## Биография
Родился в селе Келе, Касумкентского (ныне Сулейман-Стальского района Дагестана). Со школы участвовал в самодеятельном драмкружке. С 1968 года обучался на актёрском факультете Азербайджанского института искусств им. М.-А. Алиева. С 1972 года работал в Лезгинском театре в Дербенте (сейчас Лезгинский музыкально-драматический театр имени С. Стальского). Исполнил десятки ролей и получил признание публики и удостоился многих государственных наград.
С 1984 года учился на Высших режиссёрских курсах в ГИТИСе. После окончания курсов вернулся в Лезгинский театр и начал работать режиссёром. С 1985 года, М. Мирзабеков поставил в Лезгинском театре более шестидесяти, а в Государственном Табасаранском драмтеатре — более десяти спектаклей.
В 2013—2019 годах — главный режиссёр Лезгинского театра.
Драматург — автор нескольких пьес, поставленных на сцене Лезгинского театра, в том числе «Сеанс продолжается», «Тайна родника», «Кефер-бек» (в соавторстве с М. Рустамовым), «Алчность» (в соавторстве с Ш. Герейхановым). Как сценарист, написал ряд сценариев юбилейных мероприятий в честь деятелей искусств и литературы: С. Стальского, Б. Айдаева, М. Кухмазова, Ш. Кухмазовой, И. Рамазанова, А. Габибова и др.